# Acolutha subrotunda
Acolutha subrotunda là một loài bướm đêm trong họ Geometridae.